# Презентація (виступ)

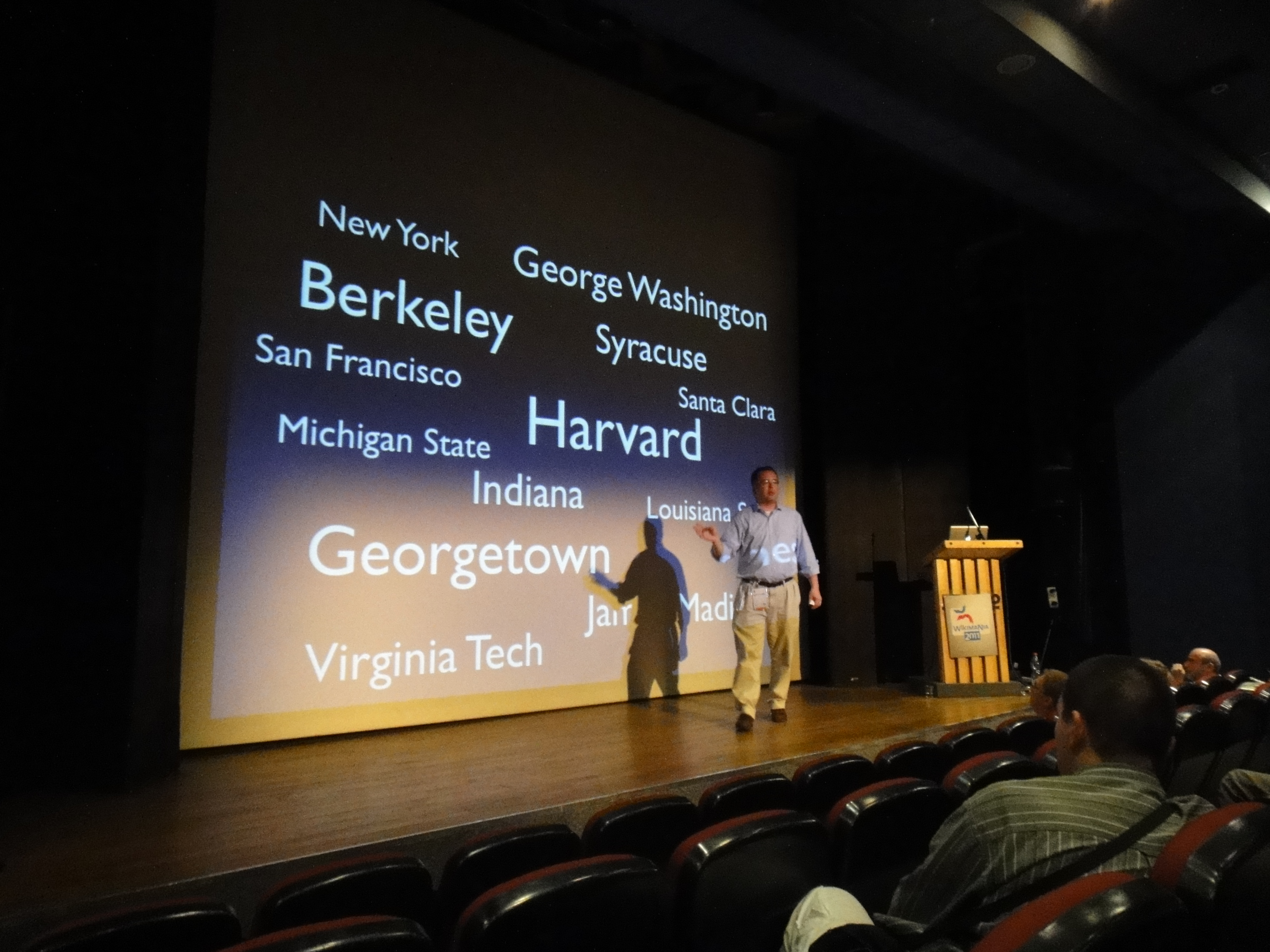
Доповідач показує презентацію, використовуючи проєктор

Презентація (англ. presentation) — процес ознайомлення слухачів з певною темою. Зазвичай це демонстрація, лекція чи промова, з метою проінформувати чи переконати когось.
Презентація може містити три компоненти:
- промова доповідача: те, що доповідач розповідає;
- слайди: те, що бачить аудиторія на екрані;
- роздаткові матеріали: те, що роздається кожному в аудиторії окремо, і містить деталі інформації що презентується. Наприклад список літератури та інших посилань чи статистичні таблиці.

## Візуальна частина
Часто, щоб допомогти створити і передати зміст презентації використовуються програми для створення і показу презентацій, такі як Microsoft PowerPoint, Apple Keynote, OpenOffice.org Impress чи Prezi. Сучасні вебзастосунки, такі як Google Docs, SlideRocket та emaze також дозволяють створювати презентації спільними зусиллями кількох географічно розділених людей. Веброзробники часто створюють презентації як звичайні HTML-сторінки, доповнені скриптом для зміни слайдів.
Щоправда, головним в презентації є все-таки те, що розповідає доповідач, а зображення на екрані — лише допоміжний інструмент.